# Dolac (Kraljevo)
Dolac (cirill betűkkel Долац), település Szerbiában, a Raškai körzet Kraljevoi községében.

## Népesség
- 1948-ban 305 lakosa volt.
- 1953-ban 334 lakosa volt.
- 1961-ben 346 lakosa volt.
- 1971-ben 284 lakosa volt.
- 1981-ben 256 lakosa volt.
- 1991-ben 222 lakosa volt.
- 2002-ben 198 lakosa volt, akik közül 194 szerb (97,97%) és 4 ismeretlen.